# Stanisław Zdzisław Kozłowski
Stanisław Zdzisław Kozłowski,  też: Zdzisław Kozłowski (ur. 8 maja 1907 w Grodzisku Wielkopolskim, zm. 13-14 kwietnia 1940 w Katyniu) – porucznik lekarz Wojska Polskiego, ofiara zbrodni katyńskiej.

## Życiorys
Syn Franciszka. Po ukończeniu szkoły powszechnej w rodzinnym Grodzisku Wielkopolskim uczył się w Gimnazjum im. św. Stanisława Kostki w Kościanie. 30 kwietnia 1922 założył wraz z innymi gimnazjalistami klub sportowy Dyskobolia Grodzisk Wielkopolski. W latach 1926–1933 studiował medycynę na Wydziale Lekarskim Uniwersytetu Poznańskiego. Po ukończeniu studiów pracował początkowo jako wolontariusz w Klinice Otolaryngologii Uniwersytetu Poznańskiego, a następnie w szpitalach w Grudziądzu i Kościanie. W międzyczasie ukończył także Szkołę Podchorążych Sanitarnych Rezerwy w Warszawie. Na stopień podporucznika został mianowany ze starszeństwem z 1 stycznia 1935 i 12. lokatą w korpusie oficerów rezerwy sanitarnych, grupa lekarzy. W kwietniu 1935, jako oficer rezerwy został powołany do czynnej służby wojskowej w 7 Szpitalu Okręgowym w Poznaniu. Z dniem 19 maja 1936 został przemianowany na oficera zawodowego ze starszeństwem z 1 kwietnia 1935 i 9. lokatą w korpusie oficerów sanitarnych. Został przeniesiony do 4 dywizjonu artylerii konnej w Suwałkach. Na stopień porucznika został mianowany ze starszeństwem z 19 marca 1937 i 25. lokatą w korpusie oficerów zdrowia, grupa lekarzy. Wiosną 1939 został przeniesiony do batalionu KOP „Troki”. 
W czasie wojny obronnej Polski 1939 dostał się w Wilnie do niewoli radzieckiej  i został przewieziony do obozu NKWD w Kozielsku, a wiosną 1940 r. zamordowany w Katyniu. 
Był żonaty z Izabelą Sowińską, z którą miał syna Wojciecha Zdzisława (ur. 1940).
5 października 2007 Minister Obrony Narodowej awansował go pośmiertnie do stopnia kapitana. Awans został ogłoszony 9 listopada 2007 w Warszawie, w trakcie uroczystości „Katyń Pamiętamy – Uczcijmy Pamięć Bohaterów”.

## Upamiętnienie

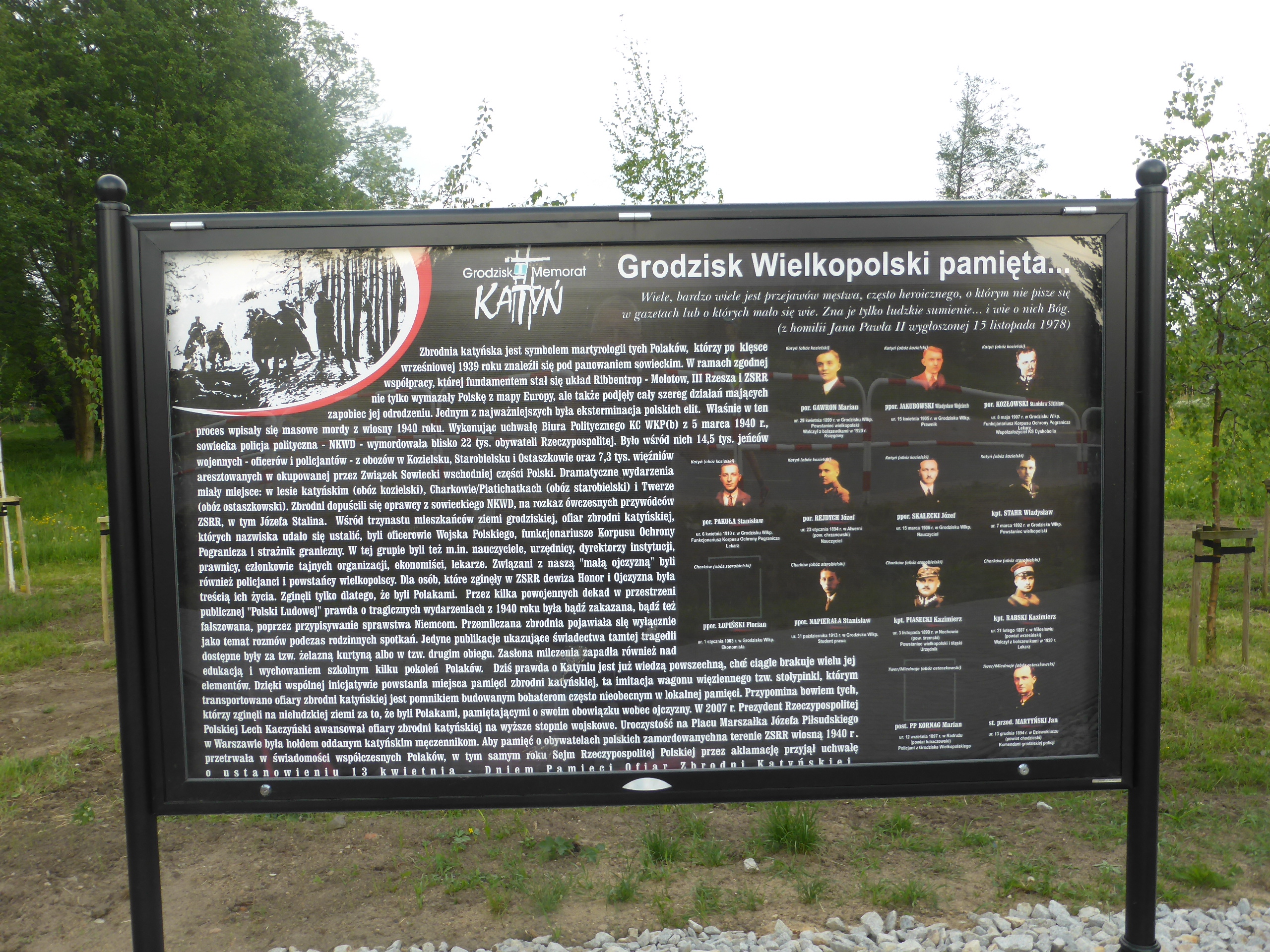
Tablica ku czci ofiar zbrodni katyńskiej w Grodzisku Wlkp.

Upamiętniony na tablicy informacyjnej poświęconej ofiarom zbrodni katyńskiej w rodzinnym mieście. Tablica jest częścią Miejsca Pamięci Zbrodni Katyńskiej w Grodzisku Wlkp., które wybudowano w 2018 r. we współpracy z Instytutem Pamięci Narodowej.